# برادي تينيل
برادي تينيل (من مواليد 31 يناير 1998) لاعبة تزلج على الجليد أمريكية، حاصلة على الميدالية البرونزية في حدث الفريق الأولمبي لعام 2018 ، والميدالية البرونزية لعام 2020 في قارات الأربع ، وبطلة سلسلة التحدي الخريف الكلاسيكية الدولية 2018 ، وبطلة سلسلة التحدي زغرب الذهبية لعام 2018 ، وبطلة وطنية للولايات المتحدة مرتين (2018 ، 2021).اعتبارًا من مارس 2021 أصبحت تينيل خامس أعلى مرتبة متزلجة فردي سيدات في العالم من قبل الاتحاد الدولي للتزلج.